# Takashi Takabayashi
Takashi Takabayashi (Prefectura de Saitama, Japó, 2 d'agost de 1931 - 27 de desembre de 2009), és un exfutbolista japonès.

## Selecció japonesa
Takashi Takabayashi va disputar 9 partits amb la selecció japonesa.